# Paramuzoa rufa
Paramuzoa rufa är en kackerlacksart som beskrevs av Philippe Grandcolas 1993. Paramuzoa rufa ingår i släktet Paramuzoa och familjen småkackerlackor. Inga underarter finns listade i Catalogue of Life.